# Guglielmo I Salusio IV
Guglielmo I Salusio IV, noto anche come Guglielmo di Massa (1160 – 1214), è stato marchese di Massa e di Livorno e giudice di Cagliari dal 1187 fino alla sua morte.
Deciso ad unificare la Sardegna sotto il suo dominio, fu uno dei più importanti giudici sardi e grande protagonista della storia dell'area tirrenica a cavallo tra il XII e il XIII secolo.

## Biografia

### I Lacon-Massa
Cittadino pisano, era nipote del precedente giudice cagliaritano Costantino II Salusio III, sua madre era infatti Giorgia de Lacon-Gunale (figlia minore di Costantino), mentre suo padre era il nobile lunigiano di ascendenza longobarda Oberto Obertenghi, marchese di Massa e Corsica, figlio di Alberto Corso.
Prese il potere a seguito di una spedizione militare contro il giudice regnante Pietro Torchitorio III, che aveva stretto accordi con la repubblica di Genova, concedendole il monopolio del commercio. Per finanziare la conquista del giudicato creò la Societas Kallaretana, assieme a numerosi mercanti pisani, con cui poi si sarebbe spartito i profitti.
Con lui ebbe inizio la nuova dinastia dei Lacon-Massa, che si estinguerà però con i nipoti.
Poco dopo l'ascesa al trono giudicale partecipò probabilmente alla terza crociata, al seguito dell'arcivescovo di Pisa Ubaldo Lanfranchi.

### Il regno di Guglielmo I
(Estratto dalla seconda Carta marsigliese)

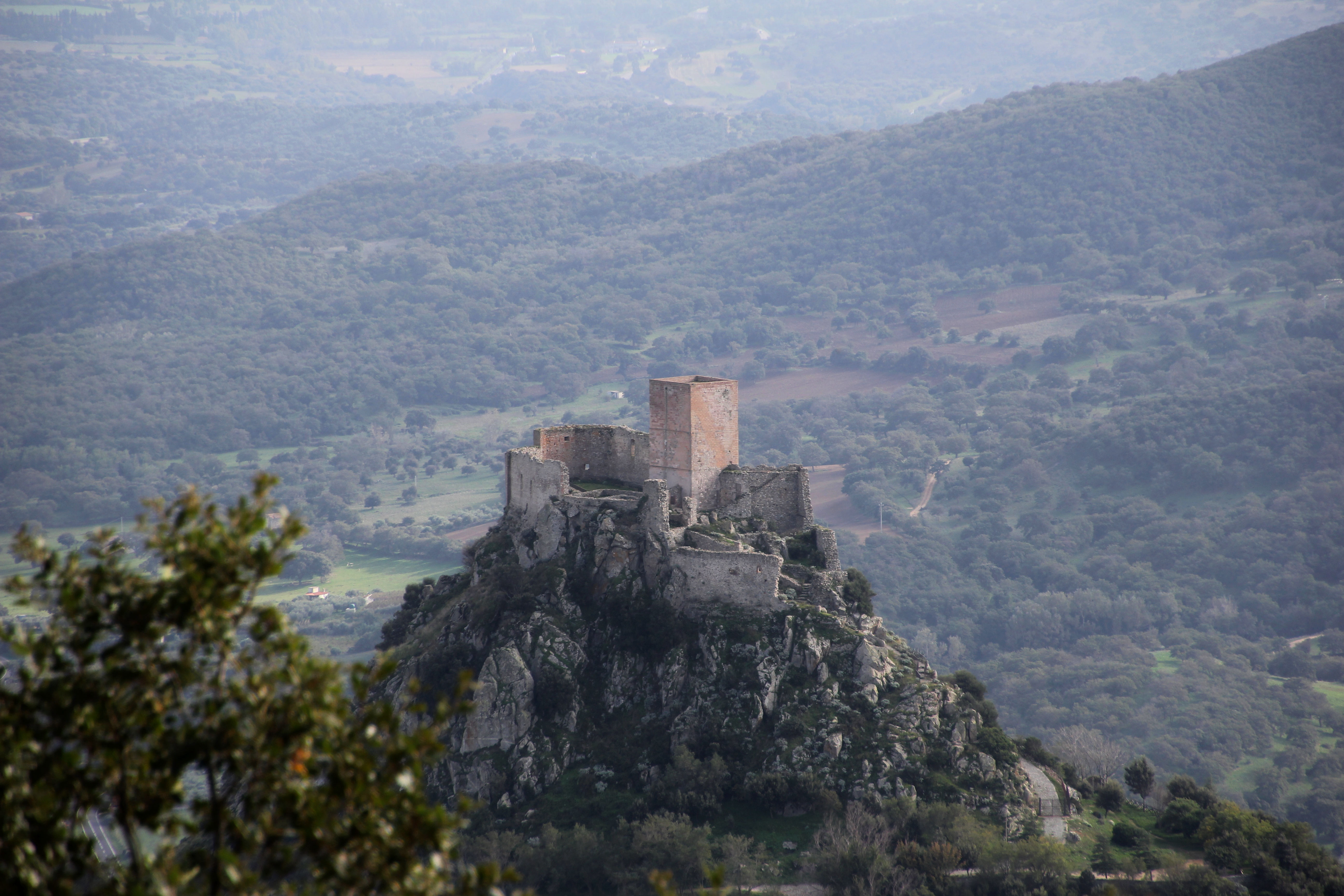
Il castello del Goceano a Burgos

Il suo regno fu caratterizzato dalle continue guerre con gli altri giudicati sardi. Attaccò per primo il giudicato di Torres (1194), guidato all'epoca da Costantino II, occupando il castello del Goceano dove imprigionò e, si dice, violentò ("turpiter dehonestavit") la moglie catalana del giudice turritano Prusininda che, nonostante le pressioni di papa Celestino III che spingeva per una sua liberazione, morì di malaria a Santa Igia qualche tempo dopo. In seguito dichiarò guerra al giudicato di Arborea e nel 1195, dopo aver sconfitto in una battaglia campale il giudice arborense Pietro I (re di Arborea in condominio con Ugone I), dilagò sulla città di Oristano, capitale del giudicato, mettendola a ferro e fuoco e costringendo il clero e il popolo a riconoscerlo come loro sovrano. Guglielmo divenne così momentaneamente giudice, oltreché di Cagliari, anche di Arborea, unificando de facto i due regni.
Nel 1196, come riportato negli Annales Ianuenses, i genovesi avevano attaccato Santa Igia, saccheggiandola e distruggendo il palazzo giudicale. Guglielmo ne fece erigere uno nuovo all'interno di Santa Igia, vicino alla cattedrale di Santa Cecilia.

I giudicati sardi

Intorno al 1200 aveva occupato temporaneamente anche il giudicato di Gallura, al momento con problemi di successione.
Ebbe due mogli, Adelaide Malaspina, figlia di Moroello Malaspina, e poi Guisiana, figlia di Guido Guerra III Guidi, e tre figlie dalla prima consorte: Preziosa, che diede in sposa a Ugone I di Arborea, Agnese, futura reggente, il cui marito fu Mariano II di Torres (furono i genitori di Adelasia) e Benedetta, sua erede, che nel 1214 sposerà Barisone, figlio dello sconfitto Pietro I. Inoltre impegnò Elena di Gallura a contrarre matrimonio con Guglielmo Malaspina, fratello della prima moglie.
Guglielmo stava quindi sviluppando un progetto di penetrazione in tutti gli altri giudicati sardi tramite un'abile politica matrimoniale. Tuttavia in Gallura venne fermato da papa Innocenzo III. Elena però scelse di sua spontanea volontà, e contro il parere del papa, di maritarsi con il pisano Lamberto Visconti che diventerà il nuovo giudice di Gallura.

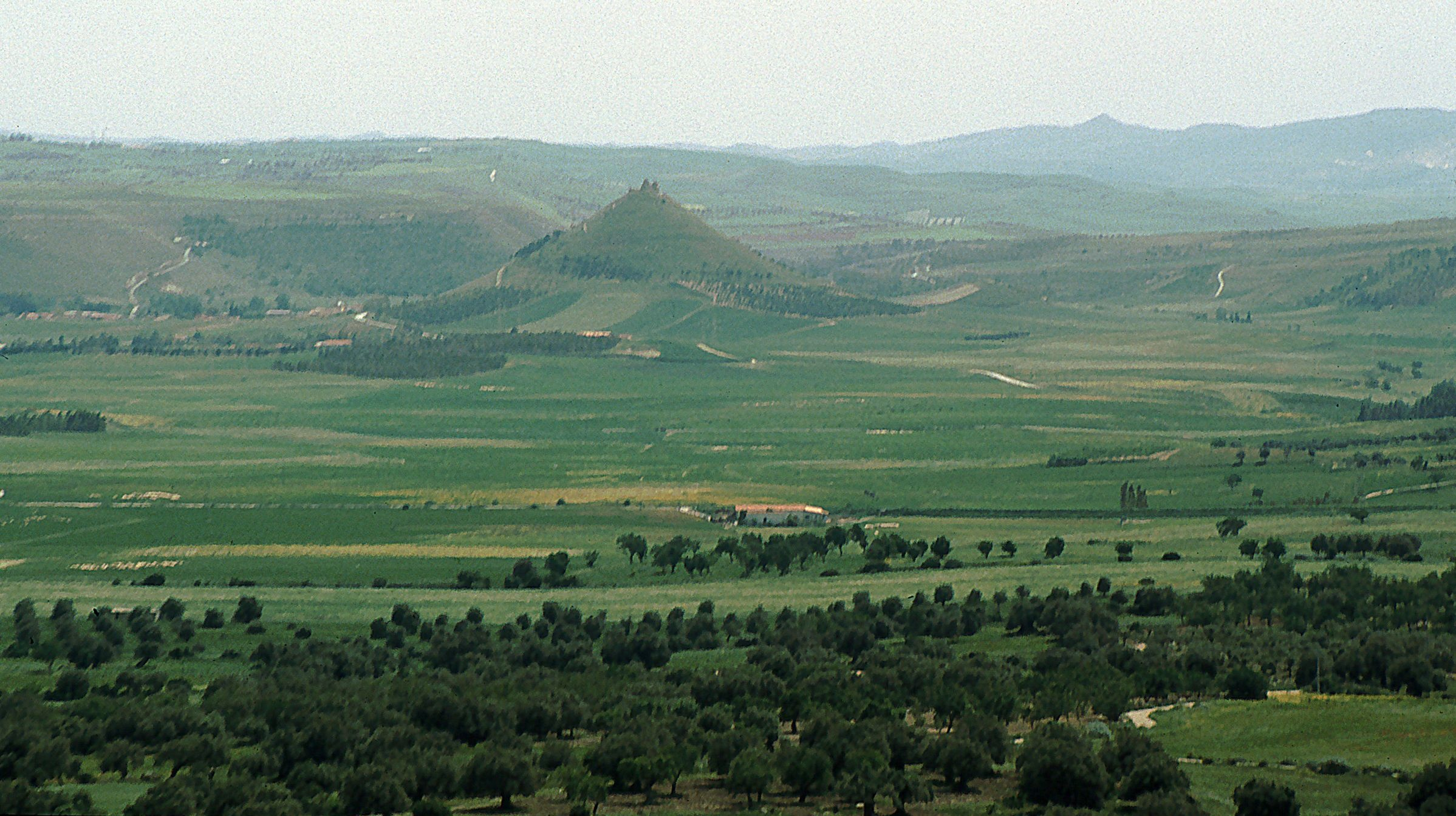
Paesaggio della Marmilla

Nel 1206 la metà della curatoria della Marmilla, a seguito di un accordo fra Guglielmo e suo suocero Ugone, venne annessa al giudicato cagliaritano.
Lo storico francese Daniel Istria a proposito degli interessi di Guglielmo in Corsica scrive:
(Daniel Istria, Pouvoirs et fortifications dans le nord de la Corse : du XI au XIV siècle, Éditions Alain Piazzola, Ajaccio 2005)
Guglielmo nel 1210 circa risulta essersi trasferito a Pisa, da dove continuò ad amministrare il giudicato. In un atto a favore del monastero di San Vito, del 10 maggio 1211, è definito giudice Salusio (IV) di Lacon.

### Morte del giudice
Nel 1213 fu sconfitto in battaglia dalla fazione dei Visconti di Pisa presso il fiume Frigido, nei pressi di Massa, in Toscana. Questa sconfitta mise definitivamente fine alle sue speranze di consolidare il dominio sull'isola e di mantenere il controllo sui suoi possedimenti continentali dell'alto Tirreno (ereditati dal padre).
Guglielmo morì nel 1214 e gli subentrarono sul trono la primogenita Benedetta e suo marito Barisone II d'Arborea, che assumerà il nome di Barisone Torchitorio IV.

## Nella cultura popolare
Guglielmo di Massa viene citato dai trovatori occitani, suoi contemporanei. Peire Vidal gli dedicò il sirventes Pos ubert ai mon ric tezaur
(Peire Vidal)
Mentre Elias Cairel si rivolge a lui, con toni meno lusinghieri, in Era non vei puei ni comba con queste parole:
(Elias Cairel)
Nel Ritmo lucchese del 1213, Guglielmo è definito il "marchese sardo".